# ジョンソン一家のババババケーション
ジョンソン一家のババババケーション（英：JOHNSON FAMILY VACATION）は、2004年の映画。

## ストーリー
ミズーリ州の実家が毎年開催するイベントに、今年も参加するジョンソン一家。しかしドライブで行く先々に、トラブルが待ち構えていた。

## キャスト
- ネイト（父）：セドリック・ジ・エンターテイナー
- ドロシー（母）：ヴァネッサ・ウィリアムス
- D.J.（長男）：バウ・ワウ
- ニッキ（長女）：ソランジュ・ノウルズ
- デスティニー（次女）：ギャビー・ソレイユ